# Дементьева, Наталья Григорьевна
Наталья Григорьевна Дементьева (род. 18 октября 1980, Кокчетав, Акмолинская область, Казахская ССР, СССР) — казахстанский общественный деятель. Депутат Мажилиса Парламента Республики Казахстан VII-VIII созывов (с 2021 года).

## Биография
В 2002 году окончила Кокшетауский государственный университет им. Ш. Валиханова по специальности «Учитель казахского языка и литературы», в 2010 году — магистратуру Кокшетауского университета им. А. Мырзахметова (магистр педагогики и психологии).
2002—2009 гг. — учитель казахского языка и литературы в Кокшетауском гуманитарно-техническом лицее-школе.
2009—2010 гг. — заместитель директора по методической работе в Кокшетауском колледже «Арна» им. Абая Мырзахметова.
2010—2016 гг. — заместитель директора по воспитательной работе в Кокшетауском гуманитарно-техническом лицее-школе.
2008—2016 гг. — редактор, телеведущая в Акмолинском областном филиале телерадиокорпорации «Казахстан».
1 марта 2016 — 15 января 2021 — директор Кокшетауского гуманитарно-технического лицея-школы.
С 15 января 2021 года по 19 января 2023 года — депутат Мажилиса Парламента Республики Казахстан VII созыва, избрана Ассамблеей народа Казахстана.
С 28 апреля 2022 года по 24 апреля 2023 года — заместитель председателя Ассамблеи народа Казахстана.
С 29 марта 2023 года — депутат Мажилиса Парламента Республики Казахстан VIII созыва по партийному списку партии «Аманат».

## Награды
- Орден «Курмет» (2020)
- Медаль «За трудовое отличие» (2012)